# Matthias Gauger
Matthias Gauger (* 1982) ist ein deutscher Politikwissenschaftler. Er ist seit September 2022 der Sprecher der Landesregierung von Baden-Württemberg.

## Leben
Gauger schloss ein Studium der Politikwissenschaft an der Julius-Maximilians-Universität Würzburg mit dem Master of Arts ab. Bei der Landtagswahl in Bayern 2008 kandidierte er für Bündnis 90/Die Grünen im Stimmkreis Würzburg-Stadt, verfehlte jedoch den Einzug in den Landtag. Von 2009 bis 2010 war er für die Deutsche Gesellschaft für Internationale Zusammenarbeit tätig. Von 2010 bis 2011 war er Leiter des Wahlkreisbüros des Grünen Europaabgeordneten Gerald Häfner. Von 2011 bis 2016 war er Landesgeschäftsführer von Bündnis 90/Die Grünen Baden-Württemberg. Von 2017 bis 2022 war er Büroleiter des Ministerpräsidenten von Baden-Württemberg Winfried Kretschmann. Seit dem 28. September 2022 ist er als Nachfolger von Arne Braun Regierungssprecher der Landesregierung von Baden-Württemberg im Amt eines Ministerialdirigenten.